# Tragia hassleriana
Tragia hassleriana är en törelväxtart som beskrevs av Robert Hippolyte Chodat. Tragia hassleriana ingår i släktet Tragia och familjen törelväxter.
Artens utbredningsområde är Paraguay. Inga underarter finns listade i Catalogue of Life.